# 阿内層
阿内層（おうちそう、Ohchi Formation）は、1965年に高橋英太郎ほかによって報告された歌野層とほぼ分布を同じくし、豊浦層群の最上部を占める地層として，2010年に河村により命名された。

## 概要
阿内層は、田部盆地南部に広く分布し、歌野層を整合に覆い、ジュラ紀末期 - 白亜紀初期の豊西層群清末層に平行不整合ないし一部、軽微な傾斜不整合で覆われる。層厚は300 - 570 m。基底を画する礫岩 - 含礫泥岩に始まり、泥岩、砂質泥岩、砂岩、礫岩、酸性凝灰岩からなる。本層はその南部を画する長府花崗岩（94Ma）に低角度に貫入されて広く伏在するとともに、この他、斜長斑岩が層理面に沿って大規模に貫入し、小規模岩脈が断層沿いで雁行配列するように貫入している。
地質年代は、バトニアン期末 - 前期キンメリッジアン期と推定されている。
手取層群において九頭竜亜層群と石徹白亜層群の間のキンメリッジアン期の不整合を形成した地殻変動は、豊浦層群および豊西層群の間においても生じたことが指摘されている。この地殻変動はジュラ紀変動の一環であり、豊浦層群の堆積盆地の消滅の地質学的要因は、後期ジュラ紀の約1億6100万-1億5000万年前の1100万年間（161-150Ma）に生じた付加体群の海溝側への衝上（ナップテクトニクス）に伴う基盤の隆起にあるとされている。
かつて山田・大野により阿内層（1965年の高橋ほかによる歌野層）の上位層準に、豊西層群清末層の中尾シルト岩部層と七見砂岩部層の境界が設定され、これが松本達郎によって定義された豊浦層群と豊西層群の境界であるとみなされ両者は漸移的で整合一連であったため、清末層とこの下位の層序（=阿内層）との間に不整合は存在しないと解釈された。しかし実際には、阿内層・豊西層群境界は、松本による定義に基づく1958年の長谷晃による清末層の基底と同様にさらに層序的上位に位置するとともに、南部地域全域において清末層基底部の側方連続性の良い厚い砂岩・礫岩層によって両層群は画されており、阿内層の層序を清末層とする解釈は誤りであるとされている。　また、阿内層が豊西層群に属するとする他の裏付けも否定されている。
中尾シルト岩部層・七見砂岩部層境界とされた層準は等時間面として側方に追跡できず境界が場所により相当量上下し、現在、阿内層の岩相は、植物化石の層準を特定し組成変化などを論じる際の有用性から酸性凝灰岩鍵層と砂岩層の分布を併用してOa、Ob、Ocに細区分され、これに各層準を表す岩相番号が付されている。

## 堆積環境
豊浦層群はその東縁を長門構造帯で画され、生物相などから比較的静穏な内海で堆積した地層と考えられている。
南部地域の阿内層にあたる層序は、1954年の高橋による報告では礫岩を挟む湖沼性ないし海陸推移部性を示す地層で豊富な植物化石を産するとされた。
2002年には山田・加藤により清末層産とされたデンジソウ科のシダ類Regnellitesの記載に伴い、クライミング・リップル葉理を伴う極細粒砂岩、レンズ層理や現地性根痕（upright root）のある泥岩が本層を特徴づけるとみなされ、河川環境を示すとされた。2004年に太田により田部盆地より南部に分布する豊西層群の層序（松本による定義）において北から南への古流向が記載されたが、2005年に山田・大野によりほぼ阿内層下部にあたる層序において現地性根痕のほか非対称リップル葉理（クライミング・リップルなど）、阿内層の上部と清末層の基底部にあたる層序においてトラフ型斜交葉理や現地性根痕が記載され、リップル葉理やトラフ型斜交葉理から南東から北西への古流向を示すとされ、阿内層の下部・上部とも河川環境が推定された。また、阿内南部の長門構造帯に近接する山根付近に分布する東長野層は上小月や一本松周辺とは岩相を異にするとされ、暴浪によって形成されるハンモック状斜交層理（HCS）砂岩層が3層準に記載されているが、後にこの東長野層の領域は阿内層との構造的連続性、岩相層序およびOnychiopsis elongataやGleichenites sp.などの大片の植物化石の産出などから阿内層下部（Oa）と改められている。この東長野層の領域は2003年の吉冨による地質図においても北西-南東走向の西中山層として同様の構造が描かれており、1987年に木村・大花によってかつての西中山層下部の阿内岡の産地（068）からGleichenites? sp、Sphenopteris sp. B、Araucarites cf. cutchensis、Brachyphyllum ex gr. expansumなどの阿内層と一致する植物化石が報告されている。1973年の高橋による報告においても阿内岡の西中山層下部のNf帯（動物化石の報告はない）からの産出としてCladophlebis exiliformis、Onychiopsis elongataなどが報告されている。
この他、山根付近の阿内層においては、頂部にしばしばリップル葉理を伴う平行葉理砂岩層やHCS砂岩層のほか、コンボリュート葉理やフレーム構造がしばしば観察され、シルト岩は時に生物擾乱がみられ、また植物片を散発的に含むとされている。すなわち、山根付近の阿内層下部（Oa）の領域は海成層とみなされてきた。
2010年に河村により、阿内層において阿内中尾や菊川町通山などに生痕化石Phycosiphonが見出され、この生痕化石による生物擾乱泥岩・砂岩は豊浦層群の海成層に普遍的にみられるものと同岩相とされている。阿内層（Ob・Oc）は、単層厚が比較的安定した環境において堆積した南部地域の東長野層から歌野層に挟在する砂岩層よりも厚い重力流起源の砂岩・礫岩層が何層にも挟在・累重し、これが断層運動の卓越した構造盆地に特徴的な岩相であり南東から北西への古流向を示すことから、長門構造帯に沿って形成されたファンデルタ外縁のプロデルタスロープからファンデルタスロープ下部の堆積相が推定された。阿内層は、植物化石を多産し、波浪限界以浅を示すウエーブリップルの他、非対称リップルを伴うレンズ層理や現地性根痕などから内湾の水深の浅い潮汐平底の環境が推定され、本層は主として海成であるが小規模の海水準変動により淡水の影響を強く受けた期間があったと解釈された。
豊浦層群の構造性堆積盆地では、北部地域の東長野層から歌野層に至る層序において海進期、海退期を示すのに対し、南部地域では東長野層から阿内層に至る層序において海退期、海進期、海退期の層序を示し、比較的深い環境を示す南部地域の東長野層下部においてより早期に堆積が開始している。　阿内層の堆積時期において、後期ジュラ紀の約1億6100万-1億5000万年前の1100万年間に起こった付加体群の海溝側への衝上に伴う地殻変動により、豊浦層群の堆積盆地より西方の北部九州では　蓮華帯の構成メンバーが秋吉帯を越えて周防帯と接し、前期白亜紀のオーテリビアン期以降に関門層群脇野亜層群がジュラ系を介在せずに秋吉帯・蓮華帯を直接覆っていることから、比較的隆起・削剥量が著しかったとみられている。この変動により豊浦層群の堆積盆地は外海域との隔絶が起こるものの、オックスフォーディアン期以降に2次オーダーの大きな海進の影響を受けながら基盤の隆起や小規模な海退に伴い汽水-淡水湖沼化した時期があったと解釈されている。阿内層における内海ないし湖沼環境よりも外側の河川環境の分布は限られたものとなる。

## 化石
動物化石は未報告であるが、浅内棲型泥食者の生痕化石Phycosiphon cf. incertumが報告されている。
植物化石は、ザミテス、プチロフィルム、ニルソニアなど後期ジュラ紀の南方の領石型植物群と共通ないし類似したタクサが優占し、ギンゴイテス、ディクチオザミテスなどの北方の石徹白型植物群と類似したタクサを伴う。
1987年に木村・大花によって記載ないし受け入れられた旧歌野層および旧西中山層の分布域から産する歌野植物群（33属70種）は、阿内層に属するもので阿内植物群と称される。植物群の年代はカロビアン期中頃 - 前期キンメリッジアン期とされている。
福井県東部に分布する九頭竜亜層群貝皿層から後期バトニアン期後半 - 前期カロビアン期を示すアンモナイトと共産するとされる植物化石が産出し貝皿植物群と呼ばれているが、本植物群は阿内植物群とは特徴を異にする。その要因は，Kimura and Ohana (1987)の歌野植物群（現在の阿内植物群）を産出する層準は貝皿植物群よりも新しく、年代的なギャップと前期カロビアン期以降の急激な気候変動にあるとみなされている。